# Calliopsis helenae
Calliopsis helenae är en biart som beskrevs av Shinn 1967. Calliopsis helenae ingår i släktet Calliopsis och familjen grävbin. Inga underarter finns listade.